# Berek (Balaton)
A berek kifejezés a Balaton környéki népnyelvben mocsaras, elzárt, lassan feltöltődő öblöt jelent, melyek leginkább a tó déli partjai mentén jöttek, illetve jönnek létre. (A szó eredeti értelemben árnyat adó, vízparti, sűrű, bokros, cserjés, fás hely).
A vízszint és a partvonal szabályozása előtti időkben a változó vízállásnak megfelelően nagy kiterjedésű mocsárvidék húzódott a déli parton. Kialakulására az jellemző, hogy a tó hullámai által szállított hordalék a parttal párhuzamosan, a meder sekélyebb szakaszain turzásszerűen lerakódik. Az ily módon lassan felhalmozódó hordalék szintje fokozatosan egyre magasabbra kerül, s idővel a mögötte lévő, sekély vizű öblöket teljesen el is zárja a nyílt víztömegtől. Ezek az öblök aztán a későbbi időszakban lépésről lépésre feltöltődnek, mocsárrá alakulnak.
A Balaton déli partja mellett sok kisebb-nagyobb berek található; kialakulásukkal párhuzamosan csökken a tó területe. Legnevezetesebb a Balatonújlak-Fonyód vonaltól délre húzódó Nagy-Berek. Érdemes még  a balatonboglári és a balatonlellei berket is megemlíteni.

## Megjelenése az irodalomban
A berkek és a rájuk jellemző élővilágot legjobban ismerő, azt saját szükségleteikhez mérten ki is aknázó emberek, a pákászok élete több irodalmi műben is megjelenik; ezek közül alighanem a legismertebbek Fekete István író Tüskevár és Téli berek című regényei, melyek színhelye a Kis-Balaton Főnyed környéki nádrengetege.
Nagyrészt hasonló helyszíneken játszódik az író A koppányi aga testamentuma című ifjúsági regénye is, csak néhány évszázaddal korábban és a mai Fonyód, illetve a környező települések területén; e könyvben is megjelenik olyan szereplő (az ifjú Máté vitéz), aki könnyebben és gyorsabban navigál a berek vízi útjain, mint ahogy mások a szárazulatok útjain követni tudnák őt. 